# НПО «Орион»
АО «НПО «Орион» — основано в 1946 году по инициативе Президента АН СССР академика  С.И. Вавилова как НИИ электронной оптики и инфракрасной техники, с 1994 года является единственным Государственным научным центром Российской Федерации в области твердотельной фотоэлектроники. Входит в холдинг "Швабе" Госкорпорации "Ростех". За годы деятельности в АО «НПО «Орион» разработаны и выпускались тысячи видов новых изделий: электронно-оптические преобразователи, приборы ночного видения, фотоприемники и фотоприемные устройства, тепловизионные приборы, инфракрасные лазеры, электронно-лучевое и ионно-плазменное оборудование, электронные микроскопы, спецвычислители и другие приборы и устройства. п

## История организации
Предприятие основано в 1946 году по инициативе Президента АН СССР академика С.И. Вавилова как НИИ электронной оптики и инфракрасной техники (закрытое наименование) или НИИ-801 (открытое наименование) - распоряжением Совнаркома СССР от 10.02.1946 года № 1065-рс и приказом Наркомэлектропрома от 12.02.1946 года. С расположением в Москве, по адресу шоссе Энтузиастов, дом 46.
6 марта 1966 года приказом № 110сс Министра оборонной промышленности СССР переименован в НИИ прикладной физики. На основании приказа Министра оборонной промышленности СССР от 18 марта 1983 года правопреемником НИИ прикладной физики является созданное Научно-производственное объединение «Орион» (НПО «Орион»).
11 февраля 1992 года приказом № 76 Министерства промышленности РСФСР преобразовано в Государственное предприятие Научно-производственное объединение «Орион», а 15 декабря 1997 года — в Государственное унитарное предприятие (ГУП «НПО «Орион»). Постановлением Правительства Российской Федерации от 5 июня 1994 года № 694 предприятию присваивается статус Государственного научного центра Российской Федерации. С 27 декабря 2012 года становится открытым акционерным обществом (ОАО «НПО «Орион»).
В настоящее время АО «НПО «Орион» специализируется на разработке и выпуске изделий микрофотоэлектроники для оснащения оптико-электронных систем и комплексов в интересах науки, промышленности, обороны и безопасности, космической и других наукоёмких отраслей. Основные направление деятельности — фотоприемники, фотоприемные устройства, в том числе фотоэлектронные модули второго и третьего поколений, работающие в областях спектра оптического излучения от ультрафиолетовой до дальней инфракрасной и выполняемые на основе фоточувствительных полупроводниковых материалов (Si, Ge, CdHgTe, InSb, InGaAs, GaP, AlGaN) и микроэлектронных схем считывания и обработки фотосигнала, в том числе охлаждаемых до криогенных температур. В АО «НПО «Орион» представлены все виды высоких технологий: микроэлектронная, ионно-плазменная, электронно-лучевая, вакуумная, лазерная, молекулярно-лучевая, микрокриогенная и многие другие, обеспечивающие исследования, разработку и выпуск изделий на уровне лучших мировых достижений.
С 1991 года предприятие является членом Оптического общества имени Д. С. Рождественского и Международного оптического общества (SPIE).

## Научная деятельность и премии
АО «НПО «Орион» совместно с высшими учебными заведениями осуществляет подготовку высококвалифицированных кадров на базовых кафедрах Московского государственного технического университета радиотехники, электроники и автоматики, Московского физико-технического института (государственного университета), Национального исследовательского университета «Московский институт электронной техники», а также в аспирантуре и Учебно-производственном центре предприятия.
АО «НПО «Орион» ведет активную научную деятельность, проводит Международную научно-техническую конференцию и выставку по фотоэлектронике и приборам ночного видения, Всероссийский семинар по проблемам теоретической и прикладной электронной оптики, является учредителем и издателем научно-технического журнала «Успехи прикладной физики».
Работы АО «НПО «Орион» отмечены Сталинскими, Ленинскими, Государственными премиями и премиями Правительства СССР и России, лауреатами стали 48 сотрудников предприятия. Деятельность, приборы и разработки АО «НПО «Орион» отмечены медалями, специальными призами и дипломами международных научных обществ, симпозиумов, выставок и салонов инноваций в России, США, Германии, Великобритании, Франции, Швейцарии, Бельгии, Китае, Южной Корее и Колумбии.

## Санкции
19 мая 2023 года, из-за вторжения России на Украину, НПО включено в экспортный санкционный список США «за поддержку военного и оборонного сектора России».